# Яворівський деканат
Яворівський деканат — колишня структурна одиниця Перемишльської єпархії греко-католицької церкви з центром в м. Яворів. Очолював деканат декан. Був одним з 32 деканатів Перемишльської єпархії греко-католицької під час включення Галичини до володінь Габсбургів у 1772 році.

## Територія в 1831 році
В 1831 році в Яворівському деканаті було 17 парафій:
1. Парафія с. Млини
2. Парафія с. Гнійниці з філіями в с. Гнійницька Воля і с. Запустя
3. Парафія м. Краковець і с. Руда-Краковецька та з філіями в с. Будзинь і с. Передвір'я і Гуки
4. Парафія с. Любині з філією в с. Вілька Роснівська
5. Парафія с. Змієвиська з філіями в м. Великі Очі, с. Вілька Зміївська, с. Божа Воля
6. Парафія с. Бунів з с. Іваники і Загорів
7. Парафія с. Сідлиська з Дирнаки, Ліщечне, Гребля та філією в с. Хоросниця, Новоселє і Мала Хоросниця
8. Парафія с. Рогізно з філією с. Черчик, Забріддя, Сейми, Воля
9. Парафія с. Прилбичі з філією в с. Чолгині, Плацідам, Рулів, Сенатів, Коблів
10. Парафія с. Наконечне
11. Парафія с. Порудно
12. Парафія м. Яворів з філіями Передмістя Горішнє, Передмістя Мале, Монастир
13. Парафія с. Чернилява і с. Ліски, Ковалі, Верховина
14. Парафія с. Яжів Старий і Новини
15. Парафія с. Яжів Новий і Воля, Застав'я, Кораблі, Лазні Жовнірські
16. Парафія с. Залужжя з філією в с. Цетуля
17. Парафія с. Шкло зі Стениці, Хом'яки, Сидори
18. Парафія с. Вільшаниця з Капелла
19. Парафія с. Брухналь з Гнойно, Романів, Терновиця, Підлубки з філією в с. Підлуби, с. Бердихів
20. Парафія с. Тростянець з Бідин, Крушини, Раби, Воля, Гора, Кут, Марки, Березина Велика і Мала
21. Парафія с. Вербляни з Гораєць, Липина, Духи, Грязьке, Переволока, Борове
22. Парафія с. Завадів з філією в с. Поруби
23. Парафія с. Грушів з Застав'я, Букрий, Чернявка, Комарівщина та з філією в с. Колониці з Щеплоти, Будомир, Мельники і Залуг
24. Парафія с. Дрогомишль з Підлубки і Липина
25. Парафія с. Нагачів з філією в с. Семирівка
26. Парафія с. Коханівка з Руда і Вовча Гора та з філією Свидниця і Тарасівка, Чапляки, Руда Свидницька

## Територія в 1936 році
В 1936 році в Яворівському деканаті було 17 парафій:
1. Парафія с. Брухналь з філією в с. Підлуби і приходом у с. Бердихів
2. Парафія с. Вільшаниця
3. Парафія с. Залужжя з приходом у присілках Мурини, Гнатусі, Петришини
4. Парафія с. Молошковичі з філією Лісновичі та приходами Гусаків Млинець, Хамети
5. Парафія с. Мужиловичі з філією Чорнокінці
6. Парафія с. Наконечне (Яворівське передмістя) з філією Вілька Роснівська
7. Парафія с. Порудно з приходом Поруденко-Сували
8. Парафія с. Прилбичі з філією в с. Чолгині і приходом у присілках Коблів, Рулів, Сепашів
9. Парафія с. Селиска з філією в с. Хоросниця
10. Парафія с. Скло з приходом у 8 присілках
11. Парафія с. Тучапи з приходом Жбадин
12. Парафія с. Чернилява
13. Парафія м. Яворів
14. Парафія Яворів — мале передмістя
15. Парафія с. Яжів Новий з філією Цетуля
16. Парафія с. Яжів Старий з приходом у 9 присілках.

### Декан
- 1936 — Лев Михайло, в Старому Яжеві.

### Кількість парафіян
1936 — 36 454 особи.
Деканат було ліквідовано в 1946 р.